# Saint-Amant-Tallende
Saint-Amant-Tallende település Franciaországban, Puy-de-Dôme megyében. Lakosainak száma 1811 fő (2022. január 1.). Saint-Amant-Tallende Chanonat, Le Crest, Saint-Sandoux, Saint-Saturnin és Tallende községekkel határos.

## Népesség
A település népessége az elmúlt években az alábbi módon változott:
| Lakosok száma | 1771 | 1769 | 1804 | 1743 | 1730 | 1747 | 1752 | 1757 | 1811 |
|               | 2013 | 2015 | 2016 | 2017 | 2018 | 2019 | 2020 | 2021 | 2022 |